# Tchibanga
Tchibanga es una ciudad situada en la provincia de Nyanga, en el sur de Gabón. Se encuentra a orillas del río Nyanga.  Tiene una población de 30.042 habitantes, según el censo de 2013.
La ciudad se encuentra en la carretera N6, además del aeropuerto de Tchibanga y un mercado. Se encuentra cerca de las Cataratas de Ivela. Tchibanga se encuentra en la región del sur de Gabón y no tiene el ambiente de selva profunda de muchas ciudades gabonesas. Tchibanga tiene un próspero distrito comercial, un hospital, dos escuelas secundarias, una oficina de correos, una gran iglesia católica y un aeropuerto. Una pequeña central eléctrica y una fuente de agua dulce proporcionan electricidad y agua corriente al centro de la ciudad.

## Clima
| Parámetros climáticos promedio de Tchibanga (1961–1990) | Parámetros climáticos promedio de Tchibanga (1961–1990) | Parámetros climáticos promedio de Tchibanga (1961–1990) | Parámetros climáticos promedio de Tchibanga (1961–1990) | Parámetros climáticos promedio de Tchibanga (1961–1990) | Parámetros climáticos promedio de Tchibanga (1961–1990) | Parámetros climáticos promedio de Tchibanga (1961–1990) | Parámetros climáticos promedio de Tchibanga (1961–1990) | Parámetros climáticos promedio de Tchibanga (1961–1990) | Parámetros climáticos promedio de Tchibanga (1961–1990) | Parámetros climáticos promedio de Tchibanga (1961–1990) | Parámetros climáticos promedio de Tchibanga (1961–1990) | Parámetros climáticos promedio de Tchibanga (1961–1990) | Parámetros climáticos promedio de Tchibanga (1961–1990) |
| Mes                                                     | Ene.                                                    | Feb.                                                    | Mar.                                                    | Abr.                                                    | May.                                                    | Jun.                                                    | Jul.                                                    | Ago.                                                    | Sep.                                                    | Oct.                                                    | Nov.                                                    | Dic.                                                    | Anual                                                   |
| ------------------------------------------------------- | ------------------------------------------------------- | ------------------------------------------------------- | ------------------------------------------------------- | ------------------------------------------------------- | ------------------------------------------------------- | ------------------------------------------------------- | ------------------------------------------------------- | ------------------------------------------------------- | ------------------------------------------------------- | ------------------------------------------------------- | ------------------------------------------------------- | ------------------------------------------------------- | ------------------------------------------------------- |
| Temp. máx. media (°C)                                   | 31.2                                                    | 31.9                                                    | 32.5                                                    | 32.7                                                    | 31.4                                                    | 28.8                                                    | 27.8                                                    | 26.7                                                    | 28.8                                                    | 30.3                                                    | 30.5                                                    | 30.5                                                    | 30.3                                                    |
| Temp. media (°C)                                        | 26.8                                                    | 27.1                                                    | 27.5                                                    | 27.7                                                    | 26.8                                                    | 24.3                                                    | 23.3                                                    | 22.8                                                    | 25.0                                                    | 26.3                                                    | 26.4                                                    | 26.4                                                    | 25.9                                                    |
| Temp. mín. media (°C)                                   | 22.3                                                    | 22.3                                                    | 22.5                                                    | 22.6                                                    | 22.2                                                    | 19.8                                                    | 18.7                                                    | 18.8                                                    | 21.1                                                    | 22.3                                                    | 22.2                                                    | 22.3                                                    | 21.4                                                    |
| Precipitación total (mm)                                | 176.2                                                   | 169.9                                                   | 205.9                                                   | 200.6                                                   | 104.7                                                   | 5.5                                                     | 0.1                                                     | 0.3                                                     | 6.0                                                     | 127.9                                                   | 272.5                                                   | 171.6                                                   | 1441.2                                                  |
| Días de precipitaciones (≥ 1 mm)                        | 13.6                                                    | 14.5                                                    | 16.2                                                    | 14.8                                                    | 7.0                                                     | 0.7                                                     | 0.2                                                     | 0.4                                                     | 2.1                                                     | 14.1                                                    | 20.3                                                    | 15.1                                                    | 119.0                                                   |
| Horas de sol                                            | 137.2                                                   | 137.5                                                   | 146.6                                                   | 144.8                                                   | 116.9                                                   | 77.5                                                    | 80.1                                                    | 58.9                                                    | 43.2                                                    | 87.9                                                    | 112.6                                                   | 115.0                                                   | 1258.2                                                  |
| Humedad relativa (%)                                    | 81                                                      | 80                                                      | 79                                                      | 80                                                      | 81                                                      | 80                                                      | 78                                                      | 78                                                      | 77                                                      | 79                                                      | 81                                                      | 82                                                      | 80                                                      |
| Fuente: NOAA                                            |                                                         |                                                         |                                                         |                                                         |                                                         |                                                         |                                                         |                                                         |                                                         |                                                         |                                                         |                                                         |                                                         |